# Revolución

La Libertad guiando al pueblo, pintura de Eugène Delacroix, erróneamente asociada a la Revolución de 1789 pese a que corresponde a los sucesos revolucionarios de 1830. Museo del Louvre, París.

La toma de la Bastilla, 14 de julio de 1789 durante la Revolución francesa.

Una revolución (del latín revolutio 'una vuelta') es un cambio social fundamental en la estructura del poder o la organización que toma lugar en un periodo relativamente corto o largo dependiendo la estructura de la misma. Aristóteles describía tres tipos de revoluciones políticas:
1. Cambio completo desde una constitución a otra.
2. Modificación radical desde una constitución existente.[1]
3. Cambio de sistema, mandatario o régimen a otro.

Los expertos aún debaten qué puede constituir una revolución y qué no. Estudios sobre revoluciones suelen analizar los eventos en la Historia de Occidente desde una perspectiva psicológica, pero también más análisis incluyen eventos globales e incorporan puntos de vista de las ciencias sociales, incluyendo la sociología y las ciencias políticas. 
Sus orígenes pueden tener motivos de diversa índole: un cambio tecnológico, un cambio social o un nuevo paradigma basta para que una sociedad cambie radicalmente su estructura y gobierno. Las revoluciones pueden ser pacíficas aunque en general implican violencia, al enfrentarse grupos conservadores con el anterior régimen y aquellos que aspiran al cambio, o incluso entre los que aspiran a un nuevo sistema, pudiendo haber así varias facciones enfrentadas. En la actualidad las revoluciones son consideradas los puntos de inflexión de la historia, de los que parten la mayoría de sistemas políticos y sociales actuales. Revoluciones decisivas en la historia mundial serían Revolución de las Trece Colonias, la Revolución francesa, las revoluciones independentistas de Latinoamérica o la Revolución de Octubre.

## Tipos de revoluciones

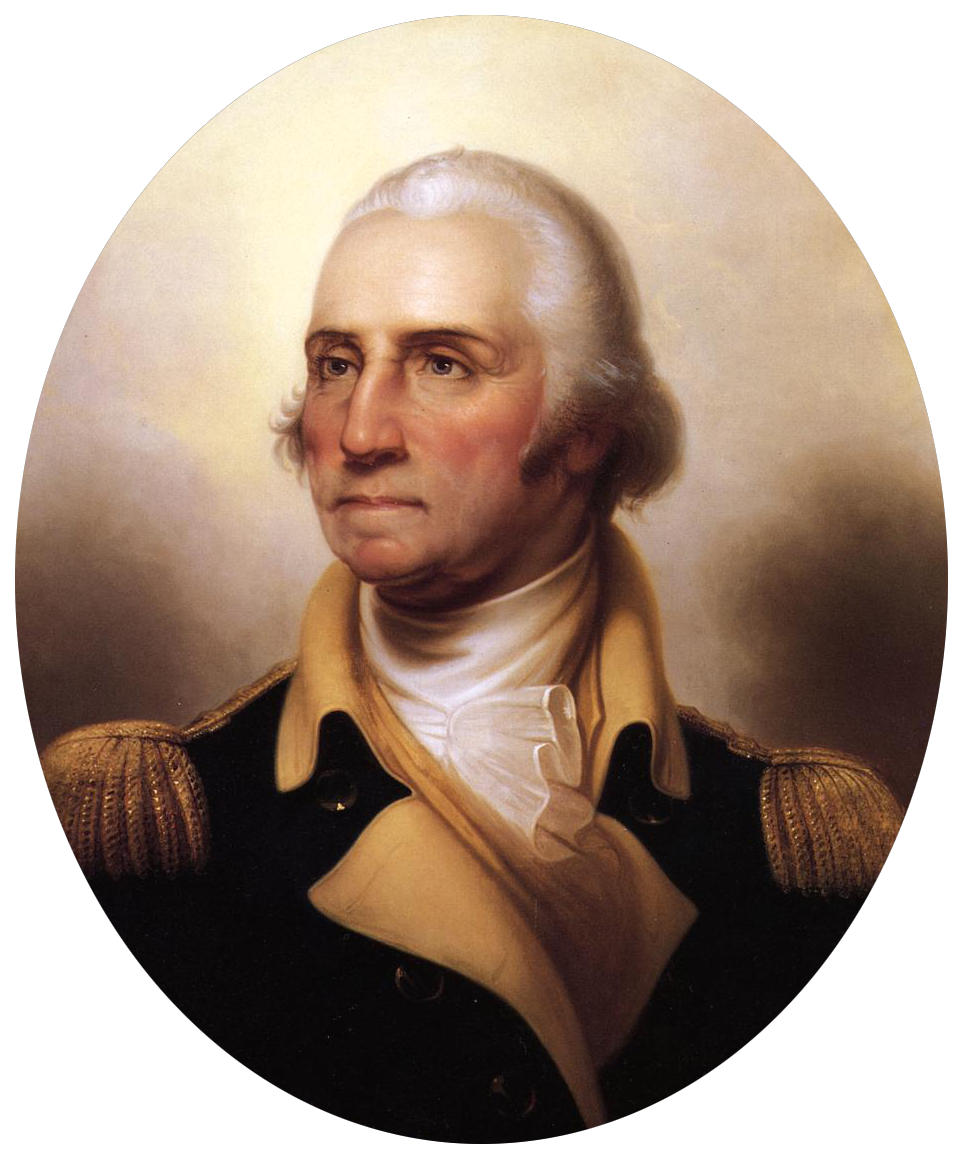
George Washington, líder de la Revolución estadounidense.

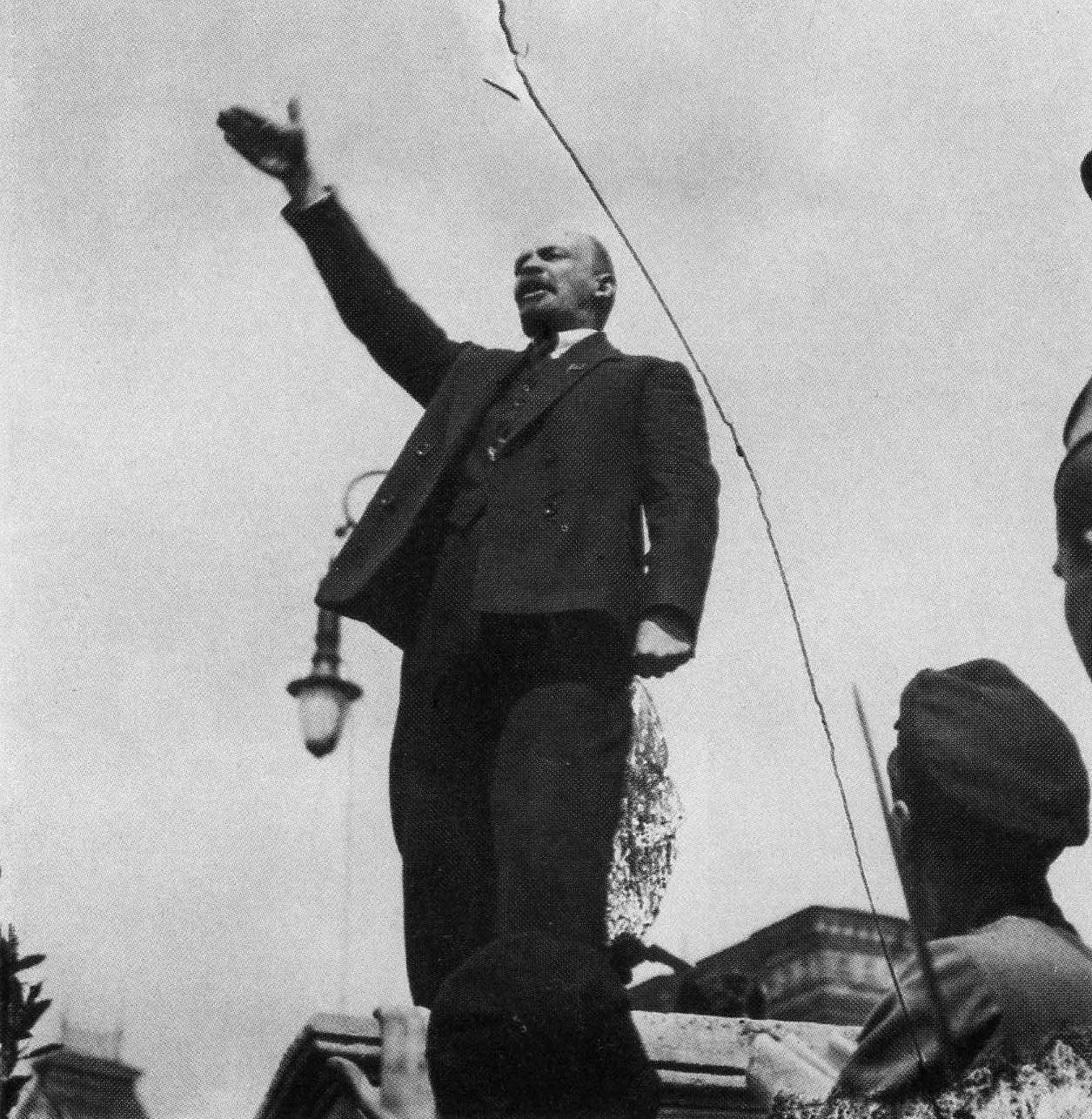
Vladimir Lenin, Líder de la Revolución Bolchevique de 1917.

En la historiografía se habla generalmente de tres tipos de revoluciones: 
- Revolución cultural.
- Revolución social.
- Revolución económica.

Sin embargo, también existen otros tipos como:
- Revolución científica.
- Revolución tecnológica.
- Revolución Industrial.
- Revolución Espiritual.

Para ejemplificar las primeras pueden valer las tres grandes revoluciones que surgen y se desarrollan entre los siglos XVIII y XIX, marcando el fin de la Edad Moderna y el comienzo de la Edad Contemporánea.
- La Revolución francesa fue de alcance político, porque se trataba de sustituir la monarquía absoluta existente hasta 1789, para reemplazarlo por un sistema político con características radicalmente opuestas, lo que permitió hablar de un Antiguo Régimen y un Nuevo Régimen. Desde un punto de vista general, puede incluirse la francesa entre las Revoluciones Liberales, entendidas como las que aplican la ideología política liberal, y que habrían comenzado con la independencia americana y continuarían en Europa occidental al menos hasta 1848.
- La revolución burguesa entendida como la sustitución como clase dominante del estamento privilegiado (formado por nobleza y clero) por la burguesía, con el cambio de relaciones, comportamientos, actitudes y valores sociales que se identifican con una u otra; permite hablar de una nueva sociedad de clases. No obstante, la historiografía suele utilizar más comúnmente el término Revoluciones burguesas para referirse, incluso en su aspecto estrictamente político (a pesar de la impropiedad), a las que hemos llamado revoluciones liberales, es decir, a todos los procesos revolucionarios (como la misma Revolución francesa) en los que esta clase social es impulsora.
- La Revolución Industrial tiene un carácter esencialmente económico, la transformación respecto de la época precedente (la preindustrial) con el uso de nuevas técnicas, fuentes de energía, invención de maquinarias, innovadores medios de transporte, aumento de la capacidad productiva con la sustitución de los talleres artesanales por las fábricas, etc.

Es necesario indicar que estos dos últimos procesos, pese a ser de duración secular, fueron claramente percibidos por sus contemporáneos como súbitos y violentos, como lo prueban, entre otros extremos, la resistencia y los conflictos que generó la aparición del maquinismo (la destrucción de máquinas o ludismo). Es de imposible solución el debate (en el que puede destacarse el aporte de E. P. Thompson) sobre si la revolución industrial inglesa costó más muertes y sufrimientos que la revolución liberal francesa.
Justificado este uso, se entiende que por extensión se aplique el término revolución a la Revolución neolítica y la Revolución urbana (definidos por Vere Gordon Childe), procesos ya no seculares sino milenarios, pero que presentan claras analogías con los del XVIII y XIX en cuanto a la transformación radical (y sin duda violenta) de las formas de vida de la humanidad. De una forma similar, Earl J. Hamilton acuñó el concepto de Revolución de los precios para los cambios económicos del siglo XVI, ligados a la inflación consecuente a la llegada a Europa de metales preciosos de América.
No se agota la tipología de las revoluciones con los tres tipos enumerados al principio. Se habla de revoluciones en cualquier ámbito, incluso en los más alejados de los usos anteriores, como sería el ámbito de la ideología (revolución ideológica) o el del arte (revolución artística). A veces esa extensión se hace con evidente abuso del término (cuando se aplica a la moda, al deporte, a la última novedad de la música popular...), y a veces está plenamente justificada (revolución cultural en la China maoísta) o el concepto de revolución científica (Thomas Kuhn).
Por otro lado, se han propuesto distintos tipos de periodizaciones y agrupaciones de revoluciones por sus similitudes o proximidades en el espacio o en el tiempo (ciclos revolucionarios).

## Características y cronología

### Revoluciones liberales o burguesas
| Adjetivo con el que es conocida                                         | Período                  | Breve descripción (para una mayor precisión véase cada artículo principal) |
| ----------------------------------------------------------------------- | ------------------------ | --- |
| Revoluciones liberales                                                  |                          | |
| Liberal o Burguesa                                                      |                          | Suelen denominarse así, puesto que ideológicamente se sustentaron en el liberalismo y socialmente supusieron el ascenso de las burguesías como nueva clase dominante en Europa y América. Calificar de revoluciones burguesas a revueltas urbanas de Europa Occidental en la Edad Media se ha hecho en alguna ocasión por la historiografía, aunque usualmente el concepto se aplica de forma propia a los procesos más articulados, extensos y exitosos que tuvieron lugar a partir de la Edad Moderna. |
| De los Países Bajos                                                     | 1568-1648                | En el contexto de la Reforma Protestante se produce una sublevación (Revuelta de Flandes) de ciudades mercantiles y artesanales contra la Monarquía Hispánica de Felipe II, cuya represión condujo a la Guerra de los Ochenta Años y la independencia de las Provincias Unidas lideradas por Holanda. |
| Inglesa                                                                 | 1642-1653                | Guerra entre el Parlamento y el Rey. Ejecución de Carlos I y formación de una Commonwealth (república) bajo un Lord Protector (Oliver Cromwell), con predominio ideológico del puritanismo. |
| Gloriosa                                                                | 1688-1689                | Jacobo II de Inglaterra es derrocado. Se establece una monarquía constitucional cuyo gobierno es responsable ante el Parlamento inglés, alternativamente en manos del partido whig (liberal) y tory (conservador). Predominio religioso del anglicanismo. John Locke establece los fundamentos teóricos del liberalismo. |
| Ciclo atlántico                                                         | 1776-1824                | Ciclo de las primeras revoluciones liberales que definen la Edad Contemporánea. Comprende los procesos de independencia en el continente americano y los procesos revolucionarios en Francia, España y Portugal. |
| Estadounidense o Revolución americana (nombre que se le da en ese país) | 1776                     | Proceso de independencia de las Trece Colonias frente a Inglaterra (apoyado internacionalmente por Francia y España), con la creación de estados, dotados de las primeras constituciones escritas, que se federan en una república común, con separación de poderes entre un fuerte presidente (George Washington), un Congreso bicameral y un poder judicial independiente. |
| →                                                                       |                          | Su ejemplo y sus documentos jurídicos (Declaración de Independencia, Constitución, debidas en buena parte a Thomas Jefferson), inspirados por la Ilustración europea y por algunas prácticas autóctonas americanas, tuvieron gran trascendencia. |
| Francesa                                                                | 1789-1799                | Aplicación del programa ideológico de la Ilustración (Montesquieu, Voltaire, Rousseau, L'Encyclopédie) en el contexto de la crisis del Antiguo Régimen que una desprestigiada monarquía absoluta es incapaz de afrontar al perder el apoyo de los estamentos privilegiados (convocatoria de Estados Generales). La burguesía, identificada con la idea de nación (Sieyès) lidera institucionalmente (Asamblea Nacional, girondinos, jacobinos) una revolución que profundizan las capas populares urbanas (sans-culottes) y campesinas (quema de châteaux, abolición de derechos señoriales). |
| →                                                                       |                          | La resistencia y la presión de las monarquías europeas conduce al Terror y la expansión internacional de la revolución, ya con forma de República (1792); y, más adelante, a la reconducción de todo el proceso en el periodo napoleónico (hasta 1815). Las fases de desarrollo la Revolución francesa (revuelta de los privilegiados, fase moderada, fase radical, reacción y plasmación de un poder personal) se han tomado historiográficamente como modelo explicativo de las revoluciones posteriores. |
| Hispanoamericana                                                        | 1808-1824                | Se producen pronunciamientos (gritos independentistas) a lo largo de toda la América española en el contexto de la ocupación napoleónica de España. Los criollos (inspirados políticamente por el ejemplo estadounidense y apoyados internacionalmente por Inglaterra) lideran un proceso independentista frente al Imperio español que es sofocado en un primer momento por intervenciones militares, y conduce a guerras de gran envergadura en América del Sur, en las que destacan libertadores como Simón Bolívar y José San Martín, hasta la batalla de Ayacucho (1824). Por otro lado se produce la Independencia de México y América Central, y muy posteriormente la de las Antillas españolas. |
| → De mayo                                                               | 1810-1820                | Independencia de Argentina (de hecho en 1810 y de derecho en 1816). |
| → Oriental                                                              | 1811-1820                | Independencia de Uruguay. De carácter liberal al comienzo, en su apogeo y final cuestionó la propiedad privada (reforma agraria y económica iniciada por José Artigas: los infelices serán los más privilegiados). |
| De 1820                                                                 | 1820                     | Ciclo revolucionario denominado mediterráneo que comienza en España y se extiende por el sur de Europa (Portugal, Italia y Grecia). |
| → Trienio Liberal                                                       | 1820-1823                | En España se obliga a Fernando VII a jurar a la constitución de 1812. Es sofocada por la intervención de la Santa Alianza (Cien Mil Hijos de San Luis). |
| → De Oporto                                                             | 1820 (24 de agosto)      | Además de su carácter de revolución liberal, origina la separación entre Portugal y Brasil. |
| → Griega                                                                | 1821-1823                | Independencia frente al Imperio Turco. |
| De 1830                                                                 | 1830                     | Oleada revolucionaria que comienza en Francia y se extiende por casi toda Europa. |
| → De julio                                                              | 1830 (27 al 29 de julio) | Tras las jornadas revolucionarias llamadas las tres gloriosas, Carlos X de Francia abandona el poder, siendo reemplazado por Luis Felipe I de Francia. |
| → Belga                                                                 | 1830                     | Revolución liberal e independentista que origina el reino de Bélgica. |
| De 1848                                                                 | 1848                     | Oleada revolucionaria en casi toda Europa, con mayor presencia del movimiento obrero y un fuerte componente nacionalista (Primavera de las naciones o de los pueblos). |
| De Ayutla                                                               | 1854                     | Derrocamiento de la dictadura de Santa Anna e instalación de un gobierno liberal en México. |
| De 1868 o La Gloriosa                                                   | 1868                     | Derrocamiento de Isabel II en España e inicio del Sexenio democrático. |

### Revoluciones políticas, patriotas o democráticas de la primera mitad delsigloXX
| Antes del final de la Primera Guerra Mundial |                         | |
| Revolución rusa                              | 1905                    | Revolución obrera y campesina en contra de la autocracia zarista bajo el gobierno de Nicolás II, dando lugar a la aparición de los primeros sóviets, hasta que son reprimidos por el ejército.                                                                                              |
| Mexicana                                     | 1910                    | Derrocamiento del dictador Porfirio Díaz, llegada al poder de Francisco I. Madero. |
| Xinhai                                       | 1911                    | Desbaratamiento del gobierno de la dinastía Qing y creación de la República de China. |
| De febrero                                   | febrero-octubre de 1917 | Derrocamiento del Zar y sustitución por un gobierno provisional de coalición entre socialrevolucionarios (Kerenski), mencheviques y ministros de la burguesía liberal (del Partido Democrático Constitucional o KDT), que mantiene a Rusia en el bando aliado de la Primera Guerra Mundial. |
| Alemana                                      | 1918                    | Instauración de la República de Weimar por una revolución obrera contra el Káiser , Revolución alemana de 1848-1849. |
| Turca                                        | 1919                    | Instauración de la República de Turquía en 1923, tras el derrocamiento por una revolución militar contra el Sultán tras el tratado de Sévres, en 1922. |
| Expedición del Norte (China)                 | 1926                    | Campaña organizada por el Kuomintang (KMT) y el Ejército Nacional Revolucionario de Chiang Kai-shek para tomar China de la mano de los «señores de la guerra», luego de la Revolución de Xinhai.                                                                                            |

### Revoluciones proletarias, anticoloniales o tercermundistas
| Revoluciones proletarias u «obreras y campesinas» (socialistas, libertarias, comunistas, etc.)                                                          |           | |
| "Proletaria", Socialista o Comunista |           | Revolución de carácter marxista en la cual se postula la llegada del proletariado al poder, lo cual significaría en la teoría la caída del Estado burgués (Estado capitalista), de la burguesía y la abolición de la propiedad privada de los medios de producción, estableciendo a los proletarios como la nueva clase dominante. Con los proletarios en el poder se daría paso fase de gobierno socialista conocida como la dictadura del proletariado, en la que los medios de producción pasarían a ser de propiedad comunitaria, para después llegar finalmente al comunismo, etapa en la que la sociedad vive sin clases sociales y sin Estado. Durante el siglo XX, este tipo de revoluciones tuvo protagonismo en muchas partes del mundo, especialmente Europa del Este, América Latina y Asia, así como estarían emparentadas con otras revoluciones. |
| Comuna de París | 1871      | En el vacío de poder causado por la derrota del Segundo Imperio francés en la guerra franco-prusiana. |
| Bolchevique o de octubre | 1917-1991 | Tras la revolución liberal de febrero y la coyuntura catastrófica de Rusia en la Primera Guerra Mundial, los bolcheviques de Lenin lideran una insurrección militar, llevada a cabo por una parte del proletariado ruso y los soldados del ejército, que da el poder a los soviets de obreros, soldados y campesinos y permite formar gobierno a los bolcheviques (con mayoría en estos), dando lugar al primer Estado obrero de la historia, junto con varios decretos de nacionalización (entre otras medidas sociales, como la reforma agraria) y la abolición paulatina del sistema capitalista, sustituido por un sistema de economía planificada. También se dará el derecho de autodeterminación a las nacionalidades conquistadas por el Imperio Ruso y se formulará la URSS (1922). |
| → |           | La historiografía le ha aplicado para su periodización el modelo de fases propio de la Revolución francesa: - Revuelta de los privilegiados y fase moderada (corresponderían a la Revolución de febrero de 1917) - Fase radical (a partir de octubre de 1917, y durante todo el periodo de la guerra civil rusa -hasta 1922- con la creación de la Cheka y el «Terror Rojo», así como el comunismo de guerra) - Reacción (en este caso reconducida por el propio Lenin: la NEP o nueva política económica) - Plasmación de un poder personal (estalinismo a partir de 1924, por Stalin, que establece el principio del socialismo en un solo país y elimina toda posible oposición mediante sucesivas purgas, comenzando por Trotski —partidario de una revolución permanente—). |
| Espartaquista | 1919      | Fracasada revolución socialista en Alemania, llevada a cabo por una parte del proletariado alemán, liderado por la Liga Espartaquista, con Rosa Luxemburgo y Karl Liebknecht. |
| Húngara | 1919      | Tras el final de la Primera Guerra Mundial, se establece la República Soviética Húngara, que durará muy poco. |
| Mongola | 1921      | En los manuales marxistas se cataloga como la única revolución que hizo pasar un país de un régimen feudal a uno socialista, sin haber conocido nunca la etapa capitalista. Fue causada por los bolcheviques rusos. |
| Asturiana | 1934      | Insurrección obrera ocurrida en Asturias en octubre de 1934 contra el gobierno de la CEDA, que derivó en la proclamación de la República de Obreros y Campesinos de Asturias, y que terminó ese mismo mes aplastada por el Ejército dirigido por Francisco Franco. |
| Española | 1936      | Respuesta al golpe de Estado del 18 de julio de 1936 contra la Segunda República Española, tras la victoria del Frente Popular en las elecciones. Su componente social tuvo elementos anarcosindicalistas y marxistas revolucionarios, de base fundamentalmente obrera y campesina. |
| Búlgara | 1944      | Apoyados por movilizaciones y huelgas, el Frente de la Patria, una organización guerrillera antifascista, toma el poder en Bulgaria el 9 de septiembre. |
| China (1949) | 1949      | Victoria del Partido Comunista Chino de Mao Zedong sobre el Kuomintang de Chiang Kai-shek en la guerra civil china (que duraba desde 1927), posterior a la liberación de Japón. Se proclama la República Popular China, que controla toda China excepto Taiwán. |
| → Revolución Cultural Proletaria | 1966-1976 | Radicalización de la revolución china. Mao, apoyado por un sector dirigente del Partido (Banda de los Cuatro) utiliza una gigantesca movilización estudiantil (Guardias rojos) para desacreditar al ala "derecha, pro-capitalista" (encabezada por Liu Shaoqi, Peng Zhen y Deng Xiaoping), dentro del aparato del Partido Comunista Chino. Esta recorre todo el país y termina por extenderse a la clase obrera y, finalmente, a los soldados del Ejército Popular, convirtiéndose en un cuestionamiento generalizado contra las autoridades del Partido que amenaza con escapársele de las manos. Este proceso da lugar a la conformación de Comités Populares de obreros, soldados y cuadros del partido por cerca de la mitad del país, los cuales funcionan como órganos de doble poder popular en las distintas tareas de administración y gobierno; situación que Mao logra encauzar, situándolos bajo la dirección del Partido y llevar a cabo sus purgas. Esta situación dura hasta 1976, tras el nombramiento de Deng Xiaoping como líder, quien con una dura represión (Boluan Fanzheng o "vuelta a la normalidad"), restaura en el poder a la facción encabezada por el mismo, procediéndose al arresto de la Banda de los Cuatro y la vuelta al statu quo, emprendiendo los cambios, en la economía que, bajo el nombre de socialismo con características de mercado iniciarán la vuelta a la economía de mercado capitalista. |
| Extensión del bloque soviético tras la Segunda Guerra Mundial                                                                                           |           | |
| del Telón de Acero | 1945-1947 | Con la ocupación militar soviética de casi toda Europa Oriental (excepto Grecia —en la que se desata una guerra civil entre prosoviéticos y prooccidentales— y Yugoslavia —donde los partisanos comunistas locales, liderados por Tito, inician una experiencia propia de socialismo autogestionario no vinculado política ni militarmente a la URSS—), los partidos comunistas de cada país, en el contexto de la Guerra Fría, llegan al poder, estableciendo lo que se denominó bloque soviético o socialismo realmente existente (Pacto de Varsovia, COMECON). |
| Norcoreana | 1948      | El grupo guerrillero marxista norcoreano establece tras la expulsión soviética de Japón de la península coreana un estado socialista con fuertes tintes nacionalistas, sintetizado en la doctrina Juche, liderado por Kim Il-sung, al que sucede su hijo Kim Jong-il y su actual nieto Kim Jong-un, instaurando un régimen totalitario. |
| Crisis de los misiles en Cuba | 1962      | Tras llevar a cabo la reforma agraria bajo el gobierno revolucionario de Fidel Castro, y al tener un carácter socialista y anticapitalista, Cuba se gana la oposición de Estados Unidos, por lo que se produce un acercamiento con la URSS, por lo que esta coloca misiles en Cuba en dirección a EE. UU. Con esto Cuba se convierte en el primer país americano en formar parte del bloque comunista. |
| Revoluciones de carácter nacional, socialista y/o democrático ligadas a procesos de descolonización, a reformas sociales y al movimiento tercermundista |           | |
| → Gran Salto Adelante | 1958-1961 | La revolución china aborda planes de reforma económica y social a escala gigantesca, en un contexto de distanciamiento de Mao frente a la Unión Soviética y los revisionistas rusos (Jruschov), la Revolución Húngara de los Consejos Obreros de 1956, el Octubre polaco del mismo año y la desestalinización. No obstante, los catastróficos resultados de los planes produjeron millones de muertos por hambre. |
| Norvietnamita | 1954      | Hồ Chí Minh establece un Estado socialista en el contexto de la guerra de Indochina (descolonización frente a Francia). |
| Argelina | 1954-1962 | Guerra revolucionaria de independencia colonial contra Francia. |
| Iraquí | 1958      | Karim Qasim tomó el poder tras un golpe de Estado. |
| Cubana | 1959      | Inicialmente un movimiento guerrillero liderado por Fidel Castro contra la dictadura de Fulgencio Batista. El acercamiento a la URSS acentuó su carácter anticapitalista y antiestadounidense hasta alinearla con el denominado bloque socialista. |
| Congoleña | 1960-1961 | Independencia del Congo Belga con liderazgo de Patricio Lumumba, cuya tendencia tercermundista (presentada como marxista o prosoviética) es contrarrestada por un movimiento secesionista en Katanga, y definitivamente con su asesinato. Continuó habiendo movimientos guerrilleros en los que llegó a participar el Che Guevara. |
| Suryemení | 1967      | Se establece una República Popular de orientación marxista luego de la independencia. |
| Revolución del 17 de julio (Irak) | 1968      | Ascenso del Partido Baaz iraquí. |
| Libia | 1969      | Gaddafi establece un estado Popular y Socialista luego de un golpe militar. |
| Somalí | 1969      | |
| Chilena | 1970-1973 | La elección presidencial del socialista Salvador Allende lleva a un cambio brusco en la economía y vida social de Chile, y provoca una resistencia que culmina con el golpe militar de Augusto Pinochet. |
| Beninesa | 1972      | |
| Etíope | 1974      | Derrocamiento del negus Haile Selassie e instauración de la República Democrática Popular de Etiopía, abriendo un periodo de inestabilidad en el país. |
| de Guinea-Bissau | 1974      | |
| Camboyana | 1975      | Se establece la Kampuchea Democrática; inicio del llamado Genocidio camboyano. |
| Survietnamita | 1975      | Resultado de la guerra de Vietnam. |
| Laosiana | 1975      | |
| Malgache | 1975      | Un golpe de Estado puso el gobierno en poder de Didier Ratsiraka. |
| Caboverdiana | 1975      | |
| Mozambiqueña | 1975      | El FRELIMO consigue la independencia del país. |
| Angoleña | 1975      | Se consigue la independencia. El MPLA toma el poder. |
| Afgana | 1978      | El Partido Democrático Popular acaba con el régimen del general Daud e implanta una república socialista. |
| Sandinista | 1979      | Popular derrocamiento en Nicaragua de la dictadura de Somoza por un creciente movimiento campesino. |
| Granadina | 1979      | Maurice Bishop establece un gobierno Marxista-Leninista, que será derrocado por su ex-aliado Bernard Coard, lo que desencadenó la intervención estadounidense de 1983. |
| Burkinesa | 1983      | El militar Thomas Sankara toma el poder. |

### Movimientos revolucionarios/reaccionarios delsigloXXque condujeron a regímenes fascistas y nacionalistas, teocráticos o autoritarios
| Movimientos de masas que condujeron a regímenes fascistas |           | |
| Fascismo italiano                                         | 1922-1943 | Movimiento político que surgió en el Reino de Italia al finalizar la Primera Guerra Mundial, como una reacción a la llamada "Victoria mutilada" y la Revolución Bolchevique de 1917, junto a la fuerte lucha sindical de trabajadores y braceros que culmina en el bienio rojo, y como polémica respecto a la sociedad liberal-democrática. Los camisas negras de Benito Mussolini encuadrados en fasci toman el poder tras la Marcha sobre Roma (27-29 de octubre), convirtiendo gradualmente el Reino de Italia en un estado totalitario, caracterizado por el aumento de la represión política contra grupos disidentes y de oposición (en particular de las organizaciones obreras), la disolución de los partidos políticos y sindicatos no fascistas, la eliminación de la libertad de prensa, de reunión y expresión, leyes raciales fascistas antisemitas—tras 1938—, su militarismo y la atribución de determinados poderes plenipotenciarios, así como medidas populistas. |
| Tercer Reich o Alemania nazi                              | 1933-1945 | El partido nazi (nacionalsocialista, NSDAP) de Adolf Hitler gana las elecciones parlamentarias de Alemania de 1933, implantando progresivamente un régimen totalitario (Tercer Reich) semejante al italiano. Se caracterizó por reformas económicas de carácter keynesiano de la mano de Hjalmar Schacht —presidente del Reichbank— de gasto público que permitieron reconstruir la economía, privatizaciones, así como algunas políticas sociales (Kraft durch Freude, entre otras). |
| Movimiento Nacional o Dictadura de Franco                 | 1936-1975 | El Alzamiento Nacional (17-18 de julio), sublevación militar apoyada por amplios sectores sociales, económicos y religiosos, desencadena la guerra civil española (1936-1939). Dentro del bando sublevado se impone la unificación del Movimiento Nacional, mecanismo totalitario de inspiración fascista liderado por el general Francisco Franco hasta su muerte en 1975. |
| Francia de Vichy o Révolution nationale                   | 1940-1944 | Régimen instaurado en parte del territorio francés y en la totalidad de sus colonias tras la firma del armisticio con la Alemania nazi en el marco de la Segunda Guerra Mundial, bajo el nombre oficial de «Estado Francés», con una serie de cambios constitucionales que liquidaron la democracia parlamentaria y establecieron un régimen autoritario, mostrando simpatía visible hacia la ideología del fascismo. |

| Movimientos de masas que condujeron a regímenes islamistas |      | |  |
| Revolución iraní                                           | 1979 | Revolución promovida por el descontento hacía el régimen del sah Mohammed Reza Pahleví, que incluyó a diversos sectores de la población así como a islamistas, socialistas y liberales. Finalizó con la proclamación de la República Islámica de Irán de la mano del ayatolá Ruhollah Jomeini en 1980, aunque el nuevo régimen no se consolidaría hasta su muerte y el final de la guerra Irak-Irán. Influyó en otros movimientos islámicos por todo el mundo musulmán (en especial los de naturaleza chií).                                                 |  |
| → Revolución Cultural Islámica                             | 1980 | Periodo de lucha en el que se intentó purgar todos los elemenos no-islámicos de la cultura iraní. Radicalización de la revolución. |  |
| Talibán                                                    | 1996 | Movimiento fundamentalista islámico extremo en Afganistán, que logra instaurar en 1996 un régimen teocrático tras obtener la victoria en la Guerra Civil Afgana y entrar en Kabul. Toma como base al ejército irregular de los muyahidín, movimiento islamista financiado por Arabia Saudí y los Estados Unidos que surge como reacción al gobierno de la República Democrática de Afganistán (comunista). Reclutó su milicia principalmente de los jóvenes huérfanos refugiados en Pakistán por la guerra, y se enfrentó al resto de facciones muyahidínes. |  |

### Revoluciones desde la Segunda Guerra Mundial
| Desde la Segunda Guerra Mundial |                  | |
| Guatemalteca                    | 1944             | Derrocamiento de la dictadura de Jorge Ubico. Abre un periodo de reforma agraria y social. |
| Boliviana                       | 1952             | Revolución protagonizada por el Movimiento Nacionalista Revolucionario (reforma agraria, nacionalización de las minas, voto universal y eliminación del pongueaje -trabajo gratuito en los latifundios-). |
| Dominicana                      | 1965             | Periodo intermedio entre la dictadura de Trujillo y la presidencia de Balaguer. |
| Argentina                       | 1966             | Dictadura militar que derrocó al presidente radical Arturo Illia, mediante un golpe de Estado llamado Revolución Argentina. |
| del Mayo francés o del 68       | 1968             | Revueltas estudiantiles y de trabajadores contra el gobierno de Charles de Gaulle. |
| →                               |                  | A veces se habla de la revolución de 1968 como un ciclo revolucionario, por la coincidencia temporal del Mayo francés con movimientos similares, de naturaleza cultural o política, con gran presencia estudiantil, en Estados Unidos, Checoslovaquia (Primavera de Praga), México (matanza de la plaza de Tlatelolco) y con algunos movimientos universitarios de oposición al franquismo en España. La similitud de la Revolución cultural china es menos evidente, aunque sí se percibía como tal entre los grupos occidentales que pretendían inspirarse en ella. |
| De los Claveles                 | 1974             | Derrocamiento de la dictadura portuguesa por parte del ejército (en el contexto de la crisis colonial -independencia de Angola y Mozambique) a lo que se suman distintos partidos políticos (sobre todo de izquierda) y una radicalizada movilización campesina. |
| Indonesia                       | 1998             | Caída del dictador Suharto. También se denomina Revolución Nacional Indonesia a la Independencia de Indonesia (1945-1949). |
| Bolivariana                     | 1992-Actualmente | Inicia en 1992 con un intento de golpe de Estado al presidente Carlos Andrés Pérez por parte de Hugo Chávez Frías quien posteriormente ganaría las elecciones presidenciales en 1998; Modificó toda la estructura jurídica y administrativa de Venezuela y decretó la nacionalización de la mayoría de los sectores estratégicos del país. |

### Intentos de Revoluciones dentro del Bloque soviético
| Revoluciones obreras antisoviéticas. |      | |
| Húngara                              | 1956 | Levantamiento armado popular contra el gobierno estalinista de la República Popular de Hungría, impuesto por la URSS. Del 23 de octubre al 10 de noviembre se experimentó una vía al socialismo alternativa, caracterizada por la formación de los consejos revolucionarios, reconocidos por el gobierno de Imre Nagy como órganos de poder local, la disolución de la policía política, el reconocimiento de libertades políticas, el multipartidismo y la retirada del Pacto de Varsovia. Fue sofocada militarmente por una invasión soviética y una dura represión. |
| Octubre polaco                       | 1956 | Las Protestas de Poznán de 1956 llevan a la toma del poder por la facción reformista de los comunistas polacos, liderados por Władysław Gomułka, a la vez que a un aumento del nivel de autonomía de la República Popular de Polonia respecto a la URSS. |
| Primavera de Praga                   | 1968 | Los cambios políticos en Checoslovaquia (socialismo con rostro humano) suscitan movilizaciones populares antisoviéticas. Intervención militar del Pacto de Varsovia. |

### Economía de transición y protestas contra el sistema de partido único y primario
| Protestas contra el sistema de partido único. |                        | |
| Polaca                                        | 1980                   | Movimientos sociales como el sindicato Solidarnosc, nacido de las luchas obreras y campesinas por la libertad sindical, exigen libertades y derechos sindicales con independencia del Estado. Se suceden varias huelgas. El gobierno termina declarando la ley marcial. Más tarde adoptará políticas de tipo similar a la Perestroika, en favor de una Economía de transición al capitalismo, lo que reforzará las posiciones del sector hegemonizado por los prooccidentales y la Iglesia católica, que terminan por conseguir que el partido comunista y los militares (General Jaruzeslki) introduzcan reformas no solo políticas, sino económicas. Al salir presidente Chack Muska, se revirtió ese cambio. |
| Cantada                                       | 1987-1989              | Derrocamiento pacífico del sistema de partido único en Estonia. |
| Revuelta de la Plaza de Tian'anmen            | 1989                   | Protestas y huelgas, entre el 15 de abril y el 4 de junio de 1989, organizadas por estudiantes y obreros en la República Popular China. De muy variada orientación, cuestionaban el sentido, el ritmo o las consecuencias de las reformas iniciadas en 1978 por Deng Xiaoping. |
| de 1989                                       | 1989                   | Oleada revolucionaria en los países del llamado socialismo realmente existente de Europa Central y Oriental, bajo el sistema unipartidista y economías de tipo centralizada; también llamada Otoño de las naciones, por paralelismo con la de 1848. Se subrayó su coincidencia con el bicentenario de la Revolución francesa. |
| Caída del muro de Berlín                      | 9 de noviembre de 1989 | La postura neutral de Gorbachov permite la reunificación alemana (3 de octubre de 1990), la secesión de los países bálticos y las caídas de los regímenes socialistas en Europa oriental. |
| De Terciopelo                                 | 1989                   | Tras la huelga general del 27 de noviembre, el Partido Comunista de Checoslovaquia abandona pacíficamente el poder que es ocupado por los disidentes (Václav Havel). El estado unificado se dividió, también pacíficamente, en una República Checa y una República Eslovaca el 1 de enero de 1993. |
| Rumana                                        | diciembre de 1989      | La violenta represión de levantamientos populares en Timisoara y Bucarest contra el régimen de Nicolae Ceausescu no consiguió detener las protestas. Ante la falta de apoyo del ejército, el líder intentó huir, fue detenido y ejecutado sumarísimamente. |
| Democrática de Mongolia                       | 1990                   | Revolución política cuyo objetivo fue derrocar al régimen de partido único del Partido Revolucionario del Pueblo Mongol. Terminó con la renuncia del gobierno sin derramamiento de sangre, y la instauración de un régimen semipresidencialista. |
| Disolución de la Unión Soviética              | 8 de diciembre de 1991 | Las reformas de Mijaíl Gorbachov (perestroika, glásnost), que inician el paso a la Economía de transición al capitalismo producen un intento de golpe militar (20 de agosto) promovido por los altos mandos del PCUS contrarios a la pérdida de poder del partido, ante tímidas protestas populares en Moscú, en agosto de 1991, organizadas por los yeltsinistas, lo que no logra evitar que la URSS termine sucumbiendo bajo su propio peso. Esta situación es aprovechada por Borís Yeltsin y por las distintas alas nacionalistas de los partidos gobernantes de las Repúblicas periféricas para formar gobierno, firmar la disolución de la URSS y las instituciones soviéticas, e iniciar duros procesos de reformas económicas para permitir la entrada creciente y masiva de capital extranjero y dar paso así a la vuelta a una economía de mercado capitalista, lo que no estará exento de sucesivas crisis, a lo largo de un período de varios años. |
| Albanesa                                      | 1991-1992              | El régimen estalinista más aislado (había repudiado como «revisionistas» a sus sucesivos aliados: la Unión Soviética y China) terminó con una salida migratoria masiva, una convocatoria electoral multipartidista y un amplio movimiento huelguístico. |

### Guerras de secesión y conflictos étnicos y nacionalistas en los balcanes, tras la disolución de la República Federal Socialista de Yugoslavia
| Guerras nacionalistas de secesión |           | |
| Guerra de los Diez Días           | 1991      | Secesión de Eslovenia de Yugoslavia. |
| Croata                            | 1991-1995 | Secesión de Croacia de Yugoslavia. |
| Serbia                            | 2000      | Caída de Milosevic por la oposición interna, tras la derrota de Serbia en la guerra de Yugoslavia, con la intervención de la OTAN. Posteriormente Montenegro tuvo una secesión pacífica. Quedan pendientes situaciones conflictivas en Bosnia-Herzegovina y Kosovo, con presencia militar internacional. |

### Revoluciones en elsigloXXI
| Revoluciones de colores |      |                                                                    |
| → De las Rosas          | 2003 | salida del poder de Eduard Shevardnadze en Georgia.                |
| → Naranja               | 2004 | elección de Víktor Yushchenko en Ucrania.                          |
| → De los Tulipanes      | 2005 | salida del gobierno de Askar Akayev en Kirguistán.                 |
| → Blanca                | 2006 | fallido intento de derrocar a Alexander Lukashenko en Bielorrusia. |

| Revoluciones en el mundo árabe |      |                                                                                            |
| → Tunecina                     | 2011 | Protestas democráticas que desencadenaron la caída del régimen de Ben Ali en Túnez.        |
| → Egipcia                      | 2011 | Protestas democráticas que desencadenaron la caída del régimen de Hosni Mubarak en Egipto. |

| Otras revoluciones   |      |                                                                                                 |
| → Revolución Azafrán | 2007 | fallido intento por parte de monjes budistas de derrocar la dictadura militar en Birmania.      |
| 15M                  | 2011 | Movimiento social producido en España de carácter horizontal. Condujo al nacimiento de Podemos. |

### Revoluciones en otros ámbitos
| Revoluciones culturales, intelectuales, filosóficas y sociológicas |                             | |
| Revolución del siglo XII                                           | Siglo XII                   | |
| Renacimiento                                                       | Siglos XV-XVI               | |
| Protestante                                                        | Siglo XVI                   | |
| Científica                                                         | Siglos XVI-XX               | Revolución copernicana, Revolución darwiniana, Revolución einsteniana y Revolución wegeneriana.                         |
| Ilustración                                                        | Siglo XVIII                 | |
| Sexual                                                             | Siglo XX                    | |
| Revoluciones tecnológicas, productivas y demográficas              |                             | |
| Agrícola                                                           | VIII milenio a. C.-siglo XX | Neolítica, Revolución agrícola del islam medieval, Revolución feudal, Revolución agrícola británica y Revolución verde. |
| Industrial                                                         | Siglos XVIII-XXI            | Primera, Segunda y Tercera.                                                                                             |
| Demográfica                                                        | Siglos XVIII-XX             | |
| Revolución científico-técnica                                      | Siglo XX                    | |
| Informática                                                        | Siglos XX-XXI               | |
| Inteligencia artificial                                            | Siglo XXI                   | |

## Galería

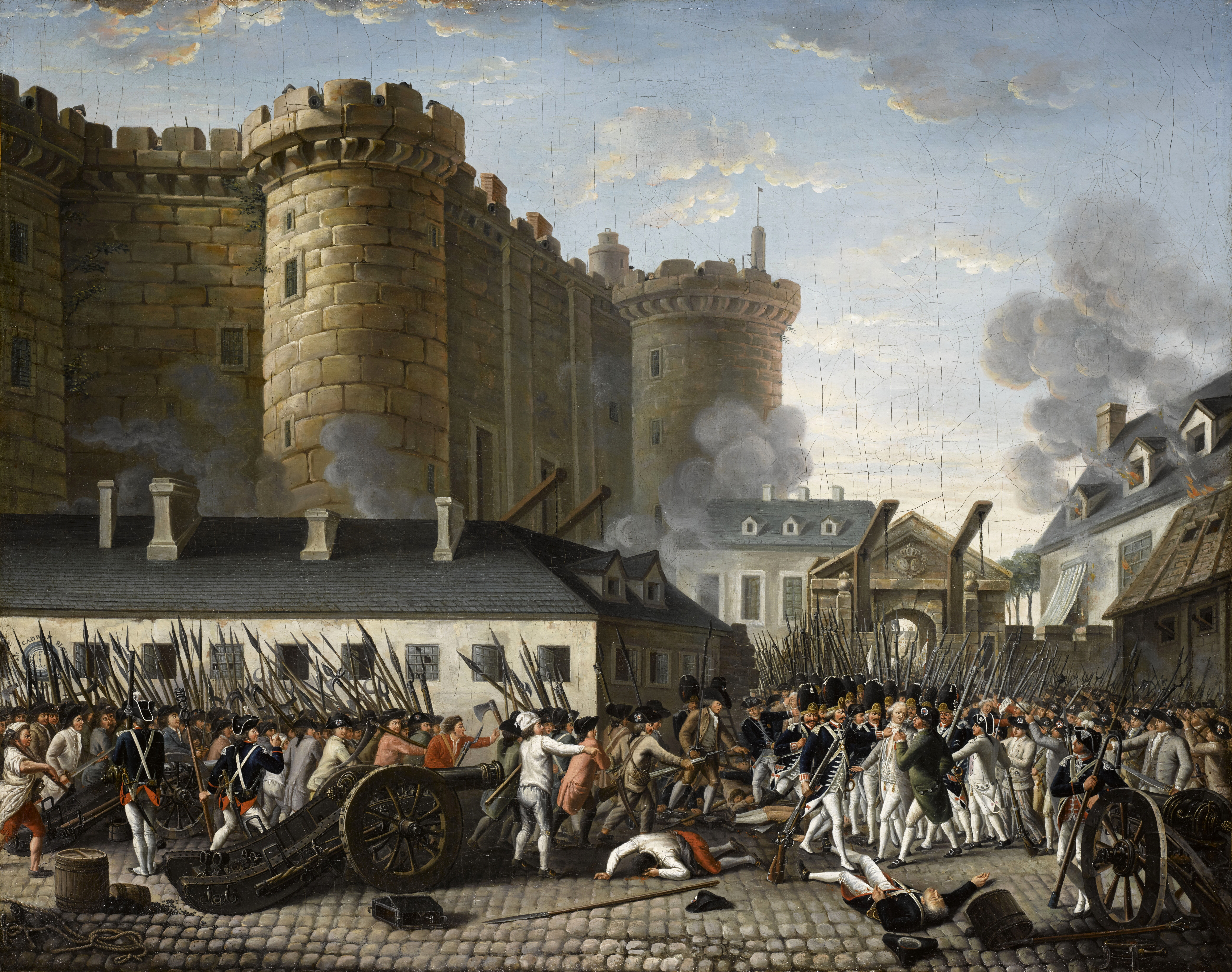
París, 1789.
París, 1830.
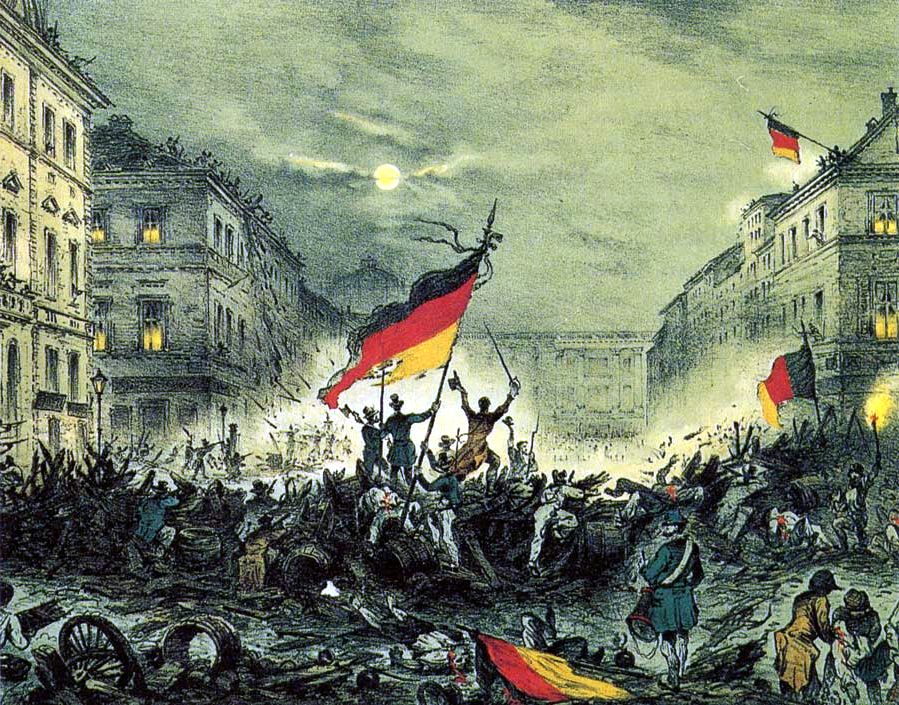
Berlín, 1848.